# Deep Cuts: Volume III
Deep Cuts, Volume 3 (1984–1995) es una recopilación de Queen con algunos de sus temas menos conocidos entre 1984 y 1995. El álbum fue lanzado el 5 de septiembre de 2011 como parte del 40 º Aniversario de la banda. Deep Cuts Vol.3 también fue lanzado simultáneamente en el tercer período de cinco reediciones de los álbumes de estudio de Queen (The Works, A Kind of Magic, The Miracle, Innuendo y Made in Heaven).

## Lista de canciones
| N.º | Título                                                     | Escritor(es)               | Duración |  |
| 1.  | «Made in Heaven» (de Made in Heaven, 1995)                 | Freddie Mercury            | 5:25     |  |
| 2.  | «Machines (Or 'Back To Humans')» (de The Works, 1984)      | Brian May, Roger Taylor    | 5:10     |  |
| 3.  | «Don't Try So Hard» (de Innuendo, 1991)                    | Freddie Mercury            | 3:39     |  |
| 4.  | «Tear It Up» (de The Works, 1984)                          | Brian May                  | 3:28     |  |
| 5.  | «I Was Born To Love You» (de Made in Heaven, 1995)         | Freddie Mercury            | 4:49     |  |
| 6.  | «A Winter's Tale» (de Made in Heaven, 1995)                | Freddie Mercury            | 3:49     |  |
| 7.  | «Ride The Wild Wind» (de Innuendo, 1991)                   | Roger Taylor               | 4:41     |  |
| 8.  | «Bijou» (de Innuendo, 1991)                                | Brian May, Freddie Mercury | 3:37     |  |
| 9.  | «Was It All Worth It» (de The Miracle, 1989)               | Freddie Mercury            | 4:18     |  |
| 10. | «One Year of Love» (de A Kind of Magic, 1986)              | John Deacon                | 4:26     |  |
| 11. | «Khashoggi's Ship» (de The Miracle, 1989)                  | Freddie Mercury            | 2:45     |  |
| 12. | «Is This the World We Created...?» (de The Works, 1984)    | Brian May, Freddie Mercury | 4:10     |  |
| 13. | «The Hitman» (de Innuendo, 1991)                           | Freddie Mercury            | 4:52     |  |
| 14. | «It's a Beautiful Day (Reprise)» (de Made in Heaven, 1995) | Freddie Mercury            | 3:01     |  |
| 15. | «Mother Love» (de Made in Heaven, 1995)                    | Brian May, Freddie Mercury | 4:50     |  |